# Портогруаро
Портогруа̀ро (на италиански: Portogruaro; на венециански: Porto, Порто, на фриулски: Puàrt, Пуарт) е град и община в Северна Италия, провинция Венеция, регион Венето. Разположен е на 5 m надморска височина. Населението на общината е 25 219 души (към 2014 г.).